# 鳥居忠威
鳥居 忠威（とりい ただあきら）は、江戸時代後期の大名。下野壬生藩の第5代藩主。壬生藩鳥居家9代。

## 生涯
文化6年（1809年）、第4代藩主・鳥居忠燾の次男として生まれる。文政4年（1821年）、父の死去により跡を継ぎ、文政8年（1825年）12月16日には叙任するが、翌年11月11日に大坂城で死去した。享年18。跡を弟で養子の忠挙が継いだ。

## 系譜
父母
- 鳥居忠燾（父）
- 恒子 ー 内藤頼尚の娘（母）

養子
- 鳥居忠挙 ー 実弟